# Парк (округ, Монтана)
Шаблон:StateAbbr_ 45°30′ пн. ш. 110°31′ зх. д. / 45.5° пн. ш. 110.52° зх. д.
Округ Парк (англ. Park County) — округ (графство) у штаті Монтана, США. Ідентифікатор округу 30067.

## Історія
Округ утворений 1887 року.

## Демографія
За даними перепису
2000 року
загальне населення округу становило 15694 осіб, зокрема міського населення було 8322, а сільського — 7372.
Серед мешканців округу чоловіків було 7745, а жінок — 7949. В окрузі було 6828 господарств, 4223 родин, які мешкали в 8247 будинках.
Середній розмір родини становив 2,88.
Віковий розподіл населення поданий у таблиці:
| Стать    | До 15 років | 15-21 | 22-29 | 30-39 | 40-49 | 50-65 | 65-85 | Понад 85 |
| -------- | ----------- | ----- | ----- | ----- | ----- | ----- | ----- | -------- |
| Чоловіки | 1519        | 683   | 587   | 1078  | 1499  | 1401  | 883   | 95       |
| Жінки    | 1504        | 620   | 596   | 1074  | 1485  | 1312  | 1149  | 209      |

## Суміжні округи
- Мар — північ
- Світ-Ґрасс — схід
- Стіллвотер — південний схід
- Карбон — південний схід
- Парк, Вайомінг — південь
- Ґаллатін — захід

## Виноски
1. ↑  US Decennial Census. US Census Bureau. Архів оригіналу за 26 квітня 2015. Процитовано 29 листопада 2014.
2. ↑  Historical Census Browser. University of Virginia Library. Архів оригіналу за 11 серпня 2012. Процитовано 29 листопада 2014.
3. ↑  Population of Counties by Decennial Census: 1900 to 1990. US Census Bureau. Процитовано 29 листопада 2014.
4. ↑  Census 2000 PHC-T-4. Ranking Tables for Counties: 1990 and 2000 (PDF). US Census Bureau. Процитовано 29 листопада 2014.
5. ↑  State & County QuickFacts. United States Census Bureau. Архів оригіналу за 6 червня 2011. Процитовано 16 вересня 2013.(англ.) Наведено за англійською вікіпедією.
6. ↑  American FactFinder. Бюро перепису населення США. Архів оригіналу за 26 лютого 2012. Процитовано 31 січня 2008.

| США | Це незавершена стаття з географії США. Ви можете допомогти проєкту, виправивши або дописавши її. |